# 抗議
抗議（英語：Protest）是指個人或群體對某些言論、行為或政策表達強烈反對的行動。在社會學和政治學中，抗議經常指群體性的反對行為。
抗議的形式多種多樣，從個人演講到群體示威都有可能。抗議者通常會透過公開、有力的方式組織抗議，來影響大眾舆论或政府政策，甚至使用直接行动達到改變。若抗議為系統性、和平的非暴力運動的一部分，並且旨在壓力與說服，抗議則可視為公民抵抗或非暴力抵抗。
抗議活動可能因政府政策（比如需要申请抗议许可），經濟環境，宗教規範，社會結構，或媒體壟斷受到限制。政府經常派出防暴警察應對抗議。
有時抗議本身也會成為反抗議的原因，即反抗議活動，反抗議者針對原抗議進行反對行動。

## 歷史事件
未解決的抗議事件可能加劇社會的分化與對立，並可能促使示威者採取更激進的直接行动。這種情況下，抗議活動有時會演變為叛亂、暴動，甚至引發政治或社會的革命。抗議事件歷史悠久，隨著時間的推移，抗議的形式和原因也逐漸多樣化。
以下列出了歷史上的抗議事件與未解決的社會衝突：

### 16至18世紀
- 16世紀初 北歐：新教改革
- 1783年賓夕法尼亞兵變：由數百名大陸軍士兵發起
- 1789年 法國：法國大革命
- 17世紀至18世紀：海地革命，全球首個成功的反對奴隸制度的黑人革命
- 18世紀70年代 北美：美國獨立戰爭

### 19世紀
- 干草市場事件（1886年）美國：工人抗議，發起者為有組織的行業和工會聯合會（英语：Federation of Organized Trades and Labor Unions）

### 20世紀
- 1946年 - 2016年：全球反核運動
- 1963年 向华盛顿进军：馬丁·路德·金於非裔美國人民權運動期間發起
- 1969年 石牆暴動：在紐約市抗議對同性戀者的虐待行為
- 人民力量革命 (1986年)：菲律賓推翻馬可斯政府的非暴力運動
- 1989年 天安門：六四事件
- 1989年 亞歷山大廣場示威：引發柏林牆倒塌
- 80年代至90年代：第一次巴勒斯坦大起義
- 1999年西雅圖反世貿示威（英语：1999 Seattle WTO protests）：反對全球化和世貿組織會議

### 21世紀初期
- 反全球化運動：2000年代初期，全球各地爆發的反全球化抗議活動
- 2003年2月15日：全球反戰運動，涵蓋60多個國家
- 阿拉伯之春（2010年 - 2012年）：中東和北非的反政府抗議運動
- 2010年泰國反政府示威
- 2011年佔領華爾街抗議

### 2010年代
- 2013年土耳其反政府抗議運動
- 2013年 - 2014年烏克蘭：廣場起義
- 委內瑞拉示威 (2014年至今)
- 2014年 台灣：太陽花學運
- 2014年 香港：雨傘革命
- 2015年 - 2021年反唐纳·川普抗议运动
- 2016年大韓民國反朴槿惠示威
- 2016年北達科他州反對輸油管道事件
- 2017年羅馬尼亞反貪污示威
- 2018年亞美尼亞示威
- 2018－2019年蘇丹示威
- 2018年 - 2020年塞爾維亞抗議活動（英语：2018–2020 Serbian protests）
- 2019年巴布亞抗議活動
- 2019年玻利維亞抗議活動（英语：2019 Bolivian protests）
- 2019年 - 2020年 香港：反對逃犯條例修訂草案運動
- 2019—2020年加泰隆尼亞示威
- 2019年 - 2020年 印度：公民身份法修正案示威
- 2019－2021年黎巴嫩抗議
- 2019－2021年伊拉克抗議

### 2020年代
- 2020年至今：喬治·弗洛伊德之死引發的示威活動
- 2020－2021年美國選舉抗議活動
- 2020年－2022年泰國示威
- 2021年古巴抗議
- 2022年哈薩克抗議
- 2022年俄羅斯反戰抗議活動
- 反對2022年俄羅斯入侵烏克蘭的抗議活動
- 2022年斯里蘭卡反政府示威
- 2022年至今：阿米尼示威
- 2022年反對中國大陸清零政策的白紙運動
- 2022年蒙古國示威
- 2022年12月秘魯示威（英语：2022 Peruvian political protests）

## 抗議的形式

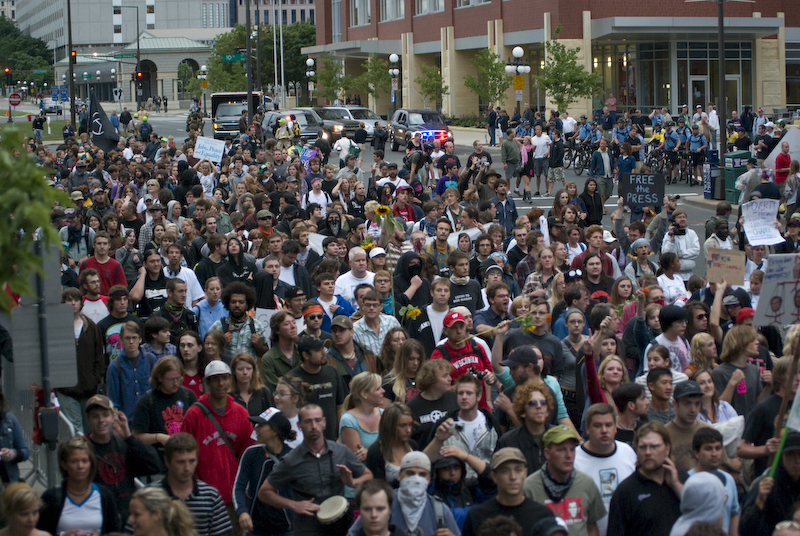
在明尼蘇達州聖保羅2008年美國共和黨全國代表大會會場外抗議的示威者。

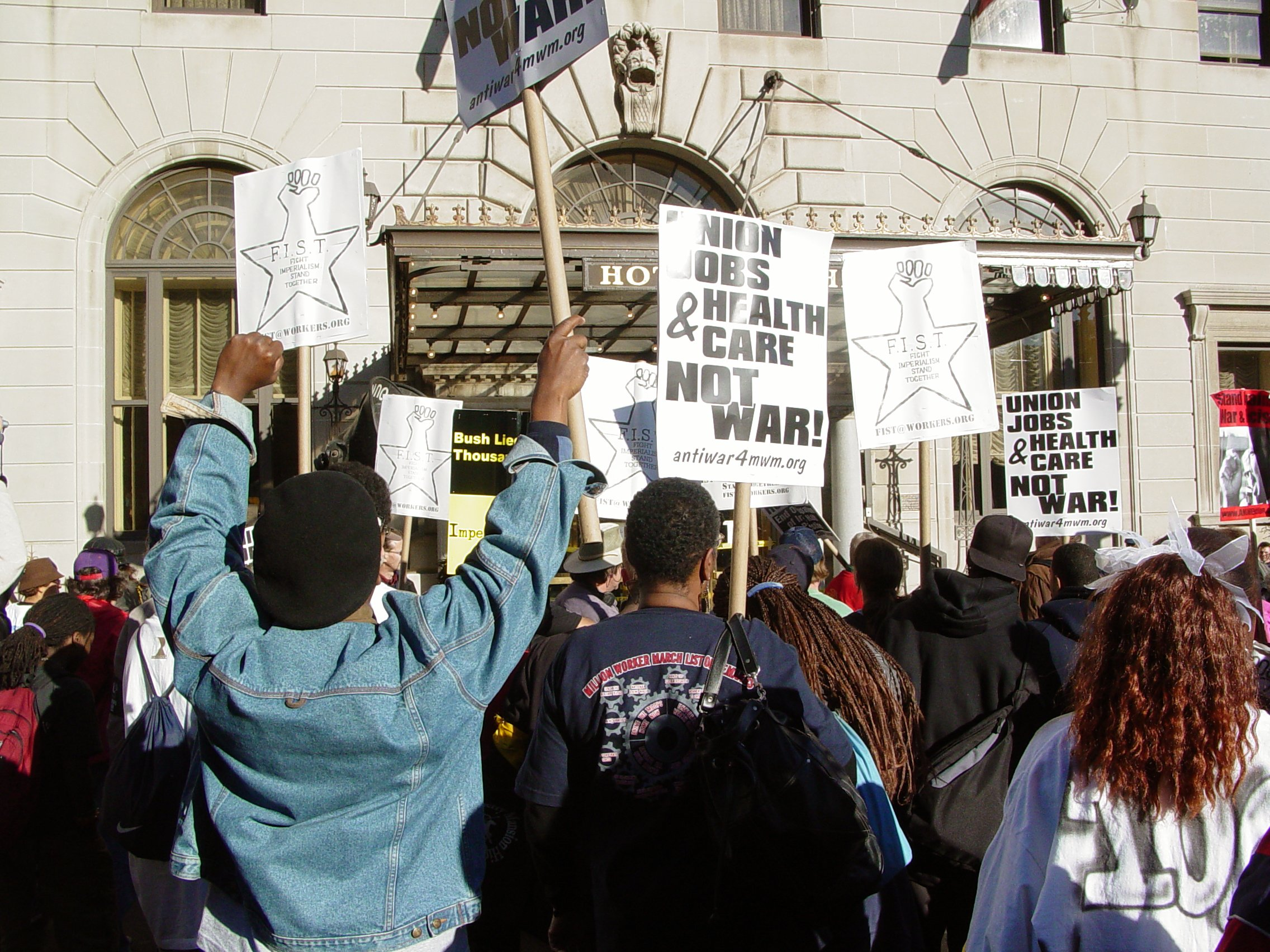
在三月百萬工人運動中，聚集於華盛頓酒店外的抗議者。

以上圖片中，抗議者以集會、遊行和舉標語的形式表達訴求。這三種抗議形式在各類抗議活動中都十分普遍。
抗議的形式十分多樣化。當前的抗議形式及策略已被多個研究計劃和資料庫系統性記錄和分析，其中包括「集體行為動態收集計劃」（英語：Dynamics of Collective Action project）和全球非暴力行動數據庫。這些資料庫對全球範圍內的抗議活動進行了詳細分類與分析，涵蓋了從和平集會到暴力衝突等各類形式。根據「集體行為動態收集計劃」的數據，常見的抗議形式包括：
- 集會：指人群聚集在特定地點，表達共同的訴求或反對意見。通常伴隨演講、歌唱或宗教儀式。
- 遊行：抗議者從一處移動至另一處，通常攜帶標語或旗幟，並高呼口號。
- 静坐：抗議者集體坐在某個地點，以阻塞交通或引起注意。
- 诉讼：透過法律訴訟來抗議，通常由專門的組織或律師進行。
- 演奏抗議：創作或演奏具有抗議性質的歌曲，以音樂形式表達對特定問題的反對，音樂具有跨文化和情感影響力。
- 守夜：抗議者在公共場所露宿，以長期佔據某地吸引注意。
- 绝食：抗議者拒絕進食，表明他們的抗議決心和堅定立場。
- 自焚：以極端的自我傷害方式，引發社會對某議題的關注。
- 暴動：抗議活動發展成為大規模暴力行為，包括破壞公共財物或與警察發生衝突。
- 罷工[註 2]：工人在勞資談判破裂後，集體停止工作以表達不滿。
- ：有組織地拒絕購買某類商品或參與特定服務，如歷史上的聯合抵制蒙哥馬利公車運動。
- 車隊示威：抗議者駕駛載具進行抗議，以車輛阻塞交通或行進的方式表達訴求。
- 信息傳播：透過請願、遊說、大規模寫信或數位媒體等方式廣泛傳播抗議訴求。
- 拟剧抗議：通過行為藝術表現抗議，例如使用象徵性展示，具備創意和吸引力。
- 象徵展示：如舉行標語、大規模光明節燈台展示或塗鴉等，這些形式主要用以吸引公眾注意。
- 公民不服从：違反法律規定以抗議不公正的政策或法律，強調公民的反抗權利。
- 成立新組織：抗議者通過建立新組織來代表其立場，並持續進行抗議活動。

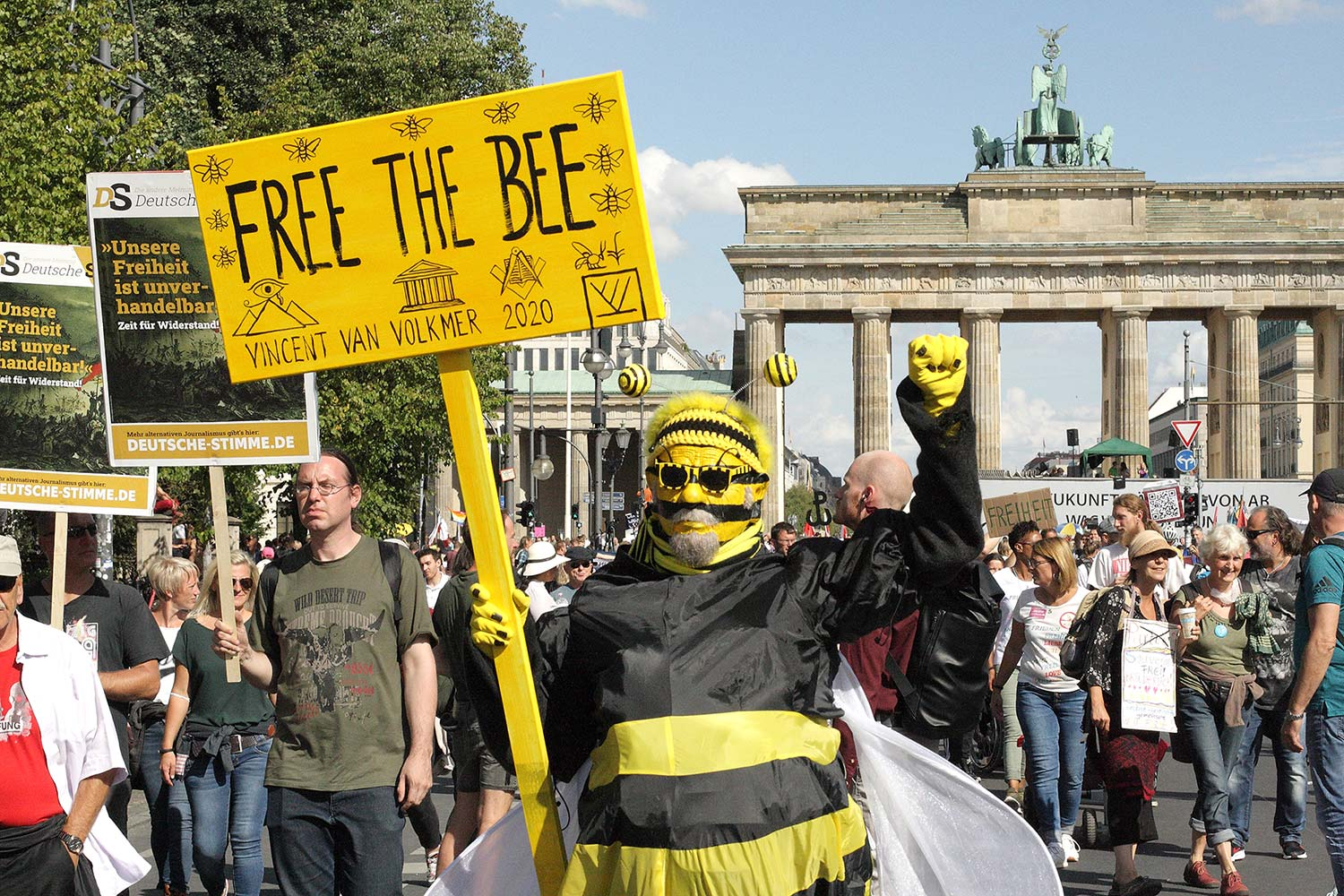
2020 年 8 月 29 日，在柏林勃蘭登堡門附近舉行的COVID-19 抗議活動中，抗議者舉著「釋放蜜蜂」標語牌。

- 2020 年 8 月 29 日，在柏林勃蘭登堡門附近舉行的COVID-19 抗議活動中，抗議者舉著「釋放蜜蜂」標語牌。非人式抗議：以物件或人偶代表抗議者的立場進行示威，這在2019冠狀病毒病疫情期間尤為常見，抗議者避免人群聚集但仍表達不滿。